# 用瀬インターチェンジ
用瀬インターチェンジ（もちがせインターチェンジ）は、鳥取県鳥取市用瀬町美成にある鳥取自動車道のインターチェンジである。
用瀬パーキングエリアに併設されており、一般道との接続はPA東側の出入口を使用する。本稿では用瀬PAも含めて解説する。

## 概要
鳥取道計画時には当ICの設置予定はなかったが、新直轄方式への変更を受け、出入口の設置が検討され、国土交通省が 智頭IC - 河原IC開通2日前の2009年3月12日付けで正式に設置を決定した。そのためか、開通直後まで正式な発表がなかった。
案内標識は有料区間におけるスマートICと同様、薄紫地のものが使われている。しかし無料区間であるので、スマートICとは異なりETC装備のない車両でも利用できる。

## 歴史
- 2009年（平成21年）3月14日：智頭IC - 河原IC間開通に伴い、供用開始[2]。

## 周辺
- 鷹狩駅（JR西日本・因美線）
- 鷹狩簡易郵便局

## 接続する道路
- 直接接続
  - 鳥取市道3260251号用瀬パーキング線
- 間接接続
  - 鳥取県道49号鳥取河原用瀬線

## 料金所
国土交通省が管轄する無料区間のため、料金所は設置されていない。

## 用瀬パーキングエリア
上り線・下り線ともに同じ施設で設置される「上下線集約型」のPAである。無料区間なので、駐車場も一緒になっている。
狭いスペースに駐車場・トイレ・バス停・出入口などいくつかの機能を持たせた為に複雑な構造となっており、ドライバーが混乱する事態が多々ある。
また、NEXCO西日本など高速道路会社のパーキングエリアでは、自動販売機の設置が進められているが、当PAに関しては、当初、設置されていなかった（道路区域のため設置できなかった）。現在は、バス停に隣接して自動販売機が設置されている。

### 施設

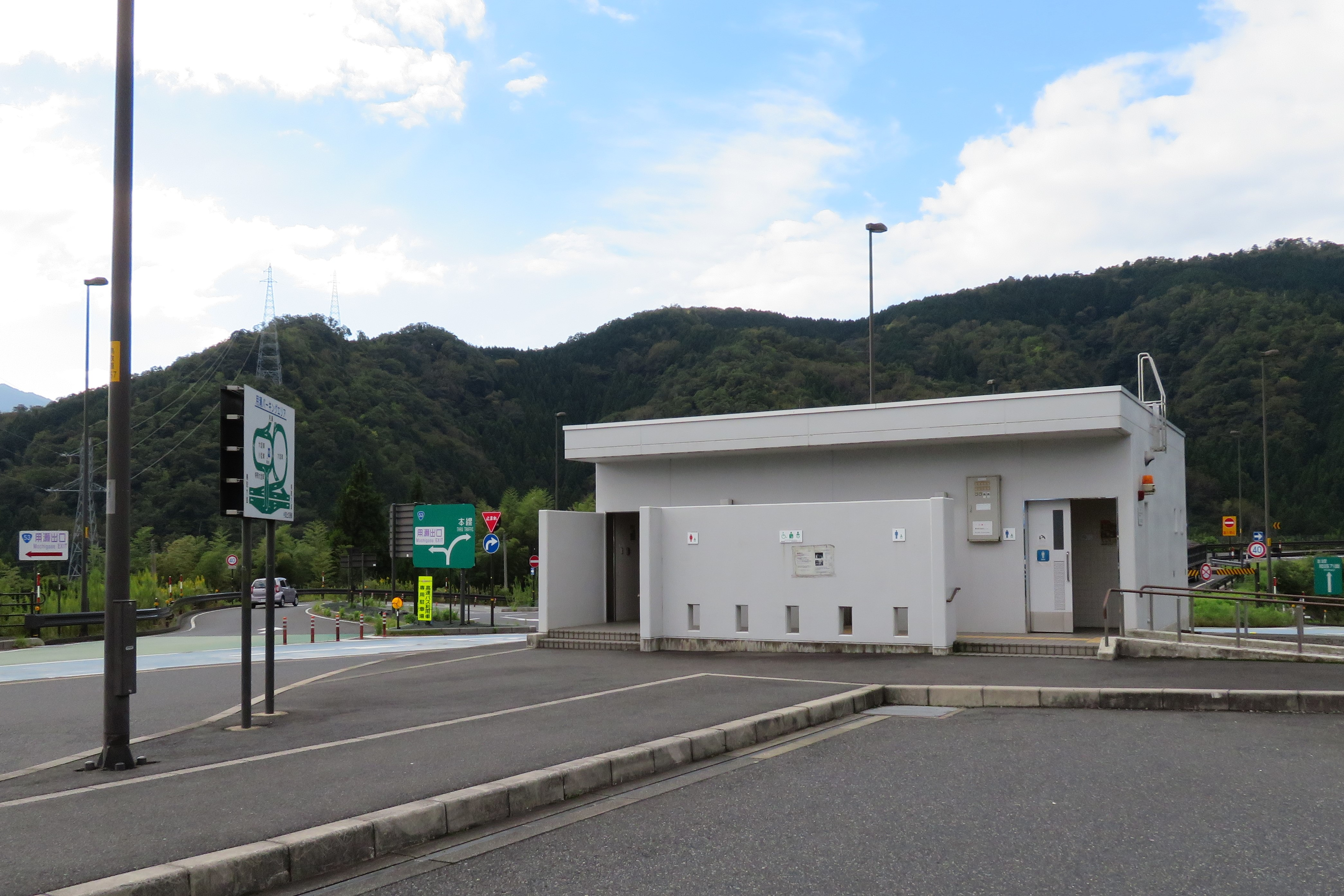
用瀬パーキングエリア

前述した通り上下線集約型のため、施設は上下線共通している。
- 駐車場
  - 大型：9台
  - 小型：15台
  - 障害者用（小型）：1台
- トイレ[4]
  - 男性：4器（小 3器・大 1器）
  - 女性：5器
  - 身障者用：1器
- 自動販売機

## バスストップ
高速バス用のバス停（上下線共用）が設置されている。バス事業者では「用瀬パーキング」と案内される。
当区間を経由する高速バスのうち、杉崎高速バス・山陰特急バス（新大阪 - 鳥取自動車道経由 - 倉吉線）を除く全路線が停車する。
いずれの路線も、下りは降車専用・上りは乗車専用となっており鳥取・倉吉方面との直接の行き来は出来ない。

### のりば
| 方面     | 運行事業者                          | （路線・）行先 | 備考           |          |
| 高速バス | 高速バス                            | 高速バス | 高速バス       |          |
| -------- | ----------------------------------- | --- | -------------- | -------- |
| 上り線   | 日本交通 (鳥取県)                   | 鳥取エクスプレス京都号：京都駅烏丸口                                                                               | 運休中         |          |
| 上り線   | 日本交通 (鳥取県) 日本交通 (大阪府) | 山陰特急バス：神戸（三宮バスターミナル） / 大阪（阪急三番街高速バスターミナル / なんば (OCAT) / 弁天営業所 / USJ） | 夜行便は運休中 |          |
| 上り線   | 日ノ丸自動車                        | プリンセスバード号：姫路駅北口                                                                                     |                |          |
| 下り線   | 降車専用                            | 降車専用 | 降車専用       | 降車専用 |

## 隣
E29 鳥取自動車道
(5) 智頭IC - (6) 用瀬IC/PA/BS - (7) 河原IC/PA/BS/道の駅清流茶屋 かわはら（PAは上り線のみ）